# Nuevo Crucitas
Nuevo Crucitas är en ort i Mexiko.   Den ligger i kommunen Ciudad Valles och delstaten San Luis Potosí, i den centrala delen av landet, 300 km norr om huvudstaden Mexico City. Nuevo Crucitas ligger 229 meter över havet och antalet invånare är 1 008.
Terrängen runt Nuevo Crucitas är huvudsakligen kuperad, men den allra närmaste omgivningen är platt. Runt Nuevo Crucitas är det ganska tätbefolkat, med 78 invånare per kvadratkilometer. Närmaste större samhälle är Ampliación la Hincada, 12,3 km norr om Nuevo Crucitas. I omgivningarna runt Nuevo Crucitas växer huvudsakligen savannskog.